# 태양의 나라
⟪태양의 나라⟫(이탈리아어: La città del Sole, 라틴어: Civitas Solis)는 캄파넬라가 저술한 소설이다. 본서는 어떤 승원주(僧園主) 아래에 머무르고 있는 제네바의 한 함장(艦長)이 주인에게 항해중 있었던 회상하는 형식을 취하고 있다.
태양의 나라는 타브로바나(실론섬)에 있는 이상국이며 평원 한가운데의 높은 언덕에 있는 작은 나라이다. 정체(政體)는 호오(최고 지배자)라고 불리는 제사(祭司)의 지배하에 있는 신정정치 국가로서 주요한 지도자는 모두가 제사이다. 이 국가의 특징은 공산제(共産制)를 시행하는 점이어서 생산수단의 사유는 전폐되고 노동은 전 시민의 의무로 되어 있다. 아이들의 교육도 국가 기획으로 행해지며 부녀의 공유제(共有制)도 인정되고 있으나 그것은 국가가 정한 자손증식법(子孫增殖法)의 규정에 의한다. 노동시간은 4시간이며, 여가는 독서와 연구에 충당되는데 국민 개로(皆勞)이기 때문에 그것으로 충분하다고 되어 있다. 군사에 대해서는 국민개병(國民皆兵)이며, 관리의 선정은 시민대회에서 추천된 자 가운데 공동으로 결정한다. 국가 문제에 대해서는 신월(新月)과 만월(滿月) 때마다 대회가 열려 20세 이상의 남녀가 출석하여 그 국가의 결함과 관리의 집무 상황에 대한 비판과 토의를 행한다.

## 같이 보기
- 공산주의